# Good People
Good People (Gente Buena) es una obra de 2011 por David Lindsay-Abaire. El estreno mundial fue organizado por el Club de Teatro de Manhattan, en Nueva York. La producción fue nominada a dos Premios Tony 2011 - Mejor Obra y Mejor Actriz Principal en una Obra de Teatro (Frances McDormand), con el último siendo ganador.

## Sinopsis
Margie Walsh, una residente de Southie, un barrio de Boston, es despedida de su trabajo como cajera en una tienda de dólar. Una madre soltera, y «a sabiendas de que ella y su hija con discapacidad son sólo un cheque de pago único lejos de una situación desesperada», Margie se va con su antiguo novio Mike - ahora un médico, pero un antiguo miembro de su barrio - en busca de empleo. Después de un juego verbal de pollo, Mike invita a Margie a su fiesta de cumpleaños en Chestnut Hill. Margie está deseando que llegue la fiesta porque lo ve como una oportunidad de conocer a los posibles empleadores. Sus amigas, Dottie y Jean, la animan a mentir y decirle a Mike que su hija Joyce es realmente el suyo, con la esperanza de recaudar los atrasos de manutención de niños. Cuando Mike llama para informarle de que la fiesta ha sido anulada, Margie asume que él es su poco atractivo porque está avergonzado de tener a su mezcla con sus amigos médicos burgueses. Ella decide ir a la casa de todos modos, con la intención de estrellar la fiesta.
Al comienzo del segundo acto, nos enteramos de que la fiesta ha, de hecho, ha sido cancelada. Margie llega a la casa de Mike, y su esposa Kate la errónea para una empresa de cáterin que viene a recoger sobrantes de parafernalia de la fiesta. Una vez que el malentendido se ha resuelto, Mike y Kate invitan a Margie a quedarse y recordar sobre el pasado de Mike. Una discusión comienza, en la que Mike le dice a Margie que sus problemas financieros actuales son culpa suya por no esforzarse lo suficiente, y Margie intenta explicarle a Mike que tenía privilegios que la mayoría de la gente de Southie no lo hicieron. Ella le dice que Joyce es suyo, y que ella nunca dijo la verdad sobre la paternidad porque quería que Mike pueda «salir». Mike dice que él no habría hecho la diferencia - si ella le había dicho, le habría dejado a sus modos. Kate, aunque ella había estado tomando parte de Margie, le dice a Margie que si Joyce era en efecto de Mike, que era egoísta por su parte para ocultar ese hecho. Mike y Kate empuja a Margie hasta decir que Joyce no es de Mike, y ella se va, avergonzada.
Más tarde, Margie recibe un sobre marcado con su alquiler interior. Pensando que ha sido enviado desde Mike, ella tiene la intención de volver a él. En bingo, se revela que el sobre es de Stevie, su exjefe en la tienda de dólar. Al enterarse de esto, Margie decide quedarse con el dinero. También se reveló que Joyce es el bebé de Mike, y que «todo el mundo lo sabe».

## Producciones

### Broadway (2011)
El show comenzó a verse en Broadway en el Teatro Samuel J. Friedman el 8 de febrero de 2011, y se inauguró el 3 de marzo. Good People es dirigida por Daniel J. Sullivan y protagonizada por Frances McDormand como Margie y Tate Donovan como Mike. Otros miembros del reparto son Becky Ann Baker como Jean, Patrick Carroll como Stevie, Estelle Parsons como Dottie, y Renée Elise Goldsberry como Kate. El equipo creativo incluye conjuntos de John Lee Beatty, vestuario por David Zinn, y la iluminación de Pat Collins. La participación limitada ejecutada concluyó el 29 de mayo de 2011, después de 101 actuaciones regulares y 27 vistas previas.

### Los Ángeles (2012)
En julio de 2011, se anunció que el Geffen Playhouse en Los Ángeles, California, producirá Good People en abril de 2012. Nada de elenco o equipo creativo ha sido anunciado.

## Elenco Original de Broadway
- Tate Donovan como "Mike"
- Frances McDormand como "Margie"
- Estelle Parsons como "Dottie"
- Becky Ann Baker como "Jean"
- Patrick Carroll como "Stevie"
- Renée Elise Goldsberry como "Kate"

## Premios y nominaciones
| Premio                                                          | Resultado |
| 2011 Drama League Awards                                        |           |
| Producción                                                      | Nominado  |
| Interpretación: Frances McDormand                               | Nominada  |
| Interpretación: Estelle Parsons                                 | Nominada  |
| 2011 Outer Critics Circle Awards                                |           |
| Obra                                                            | Nominado  |
| Director: Daniel Sullivan                                       | Nominado  |
| Actriz: Frances McDormand                                       | Nominada  |
| Actriz secundaria: Estelle Parsons                              | Nominada  |
| Actriz secundaria: Renée Elise Goldsberry                       | Nominada  |
| 2011 Drama Desk Awards                                          |           |
| Obra                                                            | Nominado  |
| Actriz: Frances McDormand                                       | Ganadora  |
| 2011 Premios Tony                                               |           |
| Mejor obra de teatro                                            | Nominado  |
| Mejor actriz principal en una obra de teatro: Frances McDormand | Ganadora  |
| 2011 New York Drama Critics' Circle Awards                      |           |
| Mejor Obra de la Temporada 2010-11                              | Ganador   |

## Crítica
La revisión de la revista Variety señaló que "si Good People no es un golpe para el Club de Teatro de Manhattan, no hay justicia en la tierra... McDormand tiene una afinidad extraordinaria para las mujeres que trabajan duro para ganarse la vida y aspiran para arriba sin quejarse". Sin embargo, Matthew Murray de Talkin' Broadway llamó al programa "no es mejor energizante esta premisa inerte" y llamó a los papeles principales "mal ubicados".